# رود مانیکی
رود مانیکی رودی است به رود یاکوما می‌ریزد. این رود از کشور بولیوی می‌گذرد.